# Área de conservación privada Ilish Pichacoto

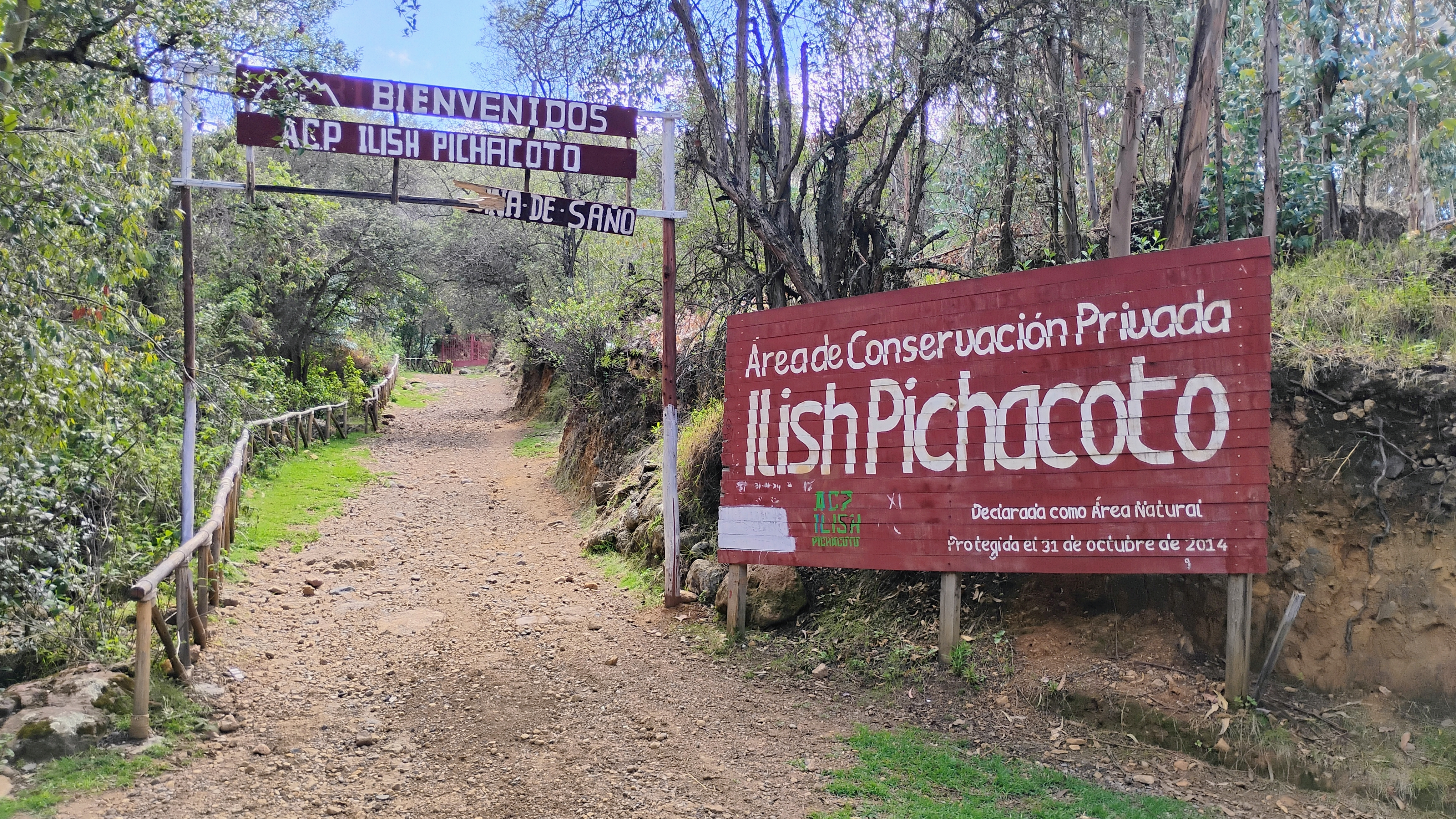
Entrada al ACP Ilish Pichacoto

El Área de Conservación Privada Ilish Pichacoto, es un espacio natural con fines de conservación voluntaria por el periodo de 10 años, administrada por la comunidad local de San Pedro de Saño, ubicada en la serranía central del Perú, departamento de Junín, provincia de Huancayo, distrito de San Pedro de Saño, reconocida el 31 de octubre del 2014, mediante la Resolución Ministerial N°365-2014-MINAM.Tiene una extensión de 329.26 hectáreas del predio de la comunidad campesina de Saño.

## Objetivo
Proteger y conservar el hábitat de las especies de flora y fauna presentes en la quebrada Ilish Pichacoto, contribuyendo al adecuado funcionamiento del sistema hídrico de la quebrada para garantizar los bienes y servicios ambientales a nivel comunal, distrital y regional.

## Flora
En la flora representativa que alberga esta Área de Conservación Privada podemos identificar 255 especies como Bomarea involucrosa, Daucus montanus, Achyrocline alata, Baccharis alpina, Baccharis genistelloides, Chuquiraga spinosa, Hypochaeris taraxacoides, Senecio collinus, Werneria apiculata, Prunus serotina, Rubus robustus, Solanum acaule, Nertera grandensis, Jarava ichu, Cortaderia rudiuscula, Passiflora mollissima, Oxalis tuberosa, Brachyotum naudinii, Alnus acuminata, Escallonia resinosa.

## Fauna
Entre las especies de fauna más representativa se puede observar a la Taruca (Hippocamelus antisensis), Venado (Odocoileus virginianus), Zorro Andino (Pseudalopex culpaeus) y diversidad de aves.